# Skarsterlân
Skarsterlân (neerlandeză Scharsterland) este o comună în provincia Frizia, Țările de Jos. 

## Localități componente
Akmarijp, Boornzwaag, Broek, Dijken, Doniaga, Goingarijp, Haskerdijken, Haskerhorne, Idskenhuizen, Joure, Langweer, Legemeer, Nieuwebrug, Nijehaske, Oldeouwer, Oudehaske, Ouwster-Nijega, Ouwsterhaule, Rohel, Rotstergast, Rotsterhaule, Rottum, Scharsterbrug, Sint Nicolaasga, Sintjohannesga, Snikzwaag, Terkaple, Teroele, Tjerkgaast, Vegelinsoord.